# Sabine Bernardi
Sabine Bernardi est une réalisatrice allemande née  en 1974 à Munich.

## Biographie
Depuis la réalisation de son premier long métrage en 2011, Romeos, sélectionné à la Berlinale 2011 (« Panorama »), Sabine Bernardi travaille pour la télévision.

## Filmographie

### Courts métrages
- 2005 : Transfamily
- 2008 : Riot Girls
- 2014 : Probezeit

### Long métrage
- 2011 : Romeos